# Сантос Эскобар
Хорхе Луис Алькантар Болли (исп. Jorge Luis Alcantar Bolly, род. 30 апреля 1984, Акапулько, Герреро) — мексиканский рестлер второго поколения. В настоящее время он выступает в WWE на SmackDown под именем Сантос Эскобар (англ. Santos Escobar), где является членом группировки «Латиноамериканский мировой порядок».
До начала своей карьеры в WWE Алькантар выступал в качестве Эль Ихо дель Фантасма (исп. El Hijo del Fantasma, с исп. — «Сын призрака») в Lucha Libre AAA Worldwide (AAA) с 2013 по 2019 год. В AAA он выиграл титул фьюжен-чемпиона AAA, титул чемпиона Латинской Америки, Кубок Антонио Пенья 2017 года, а также стал самым продолжительным в истории чемпионом мира AAA в первом тяжёлом весе. Ранее, с 2008 по 2013 год, он работал в Consejo Mundial de Lucha Libre (CMLL). В CMLL он был чемпионом мира CMLL в среднем весе, а также дважды чемпионом мира CMLL среди трио (с Эктором Гарзой и Ла Маскарой).
С 2014 по 2019 год Алькантар также выступал под именем Король Куэрно в американском промоушене Lucha Underground. Благодаря партнерству с промоушеном ААА, Алькантар также работал на нескольких шоу Impact Wrestling, находясь под контрактом ААА. Его отец — лучадор Эль Фантазма, который является главой комиссии по боксу и рестлингу в Мехико. Его двоюродный брат выступает под именем Фантасма-младший, а дядя работал под именем Анхель де ла Муэрте.

## Титулы и достижения
- Lucha Libre AAA Worldwide
  - Фьюжн-чемпион AAA (1 раз)[1]
  - Латиноамериканский чемпион ААА (1 раз)[2]
  - Чемпион мира ААА в первом тяжёлом весе (1 раз)[3]
  - Кубок Антонио Пенья (2017)[2]
  - Кубок Ла Полар (2017)[4]
- Consejo Mundial de Lucha Libre
  - Чемпион мира CMLL среди трио (2 раза) — с Эктором Гарзой и Ла Маскара[5][6]
  - Чемпион мира CMLL в среднем весе (1 раз)[7]
  - Турнир «Поколение 75»
  - Турнир за титул чемпиона мира CMLL среди трио (2008) — с Эктором Гарзой и Ла Маскара[8]
  - Турнир трио (2008) — с Эль Галло и Стукой-младшим[9]
  - Турнир команд (2011) — с Дзусином Громом Лайгером[10]
  - Трио года CMLL (2009) — с Гектором Гарзой и Ла Маскарой[11]
- Lucha Underground
  - Чемпион «Подарок богов» Lucha Underground (1 раз)[12]
- Pro Wrestling Illustrated
  - № 63 в топ 500 рестлеров в рейтинге PWI 500 в 2015[13]
- Toryumon Mexico
  - Кубок Yamaha (2010) — с Анхелико[14]
- WWE
  - Чемпион NXT в первом тяжёлом весе (1 раз)[15]

### Luchas de Apuestas
| Победитель                                | Проигравший                        | Место                | Шоу              | Дата              | Прим.  |
| ----------------------------------------- | ---------------------------------- | -------------------- | ---------------- | ----------------- | ------ |
| Эль Ихо дель Фантасма и Эль Галло (маски) | Маскара Магика и Малефико (волосы) | Гвадалахара, Халиско | CMLL Live event  | сентября 28, 2008 |        |
| Эль Ихо дель Фантасма (маска)             | Тексано-младший (волосы)           | Мехико               | Rey de Reyes     | марта 4, 2018     | [ 16 ] |
| Л. А. Парк (маска)                        | Эль Ихо дель Фантасма (маска)      | Мехико               | Triplemanía XXVI | августа 26, 2018  |        |